# سرباز (سميرم)
سرباز هي قرية في مقاطعة سميرم، إيران. يقدر عدد سكانها بـ 664 نسمة بحسب إحصاء 2016.